# Legame π

Formazione di un legame π per sovrapposizione di due orbitali p_{y} di due atomi ibridati sp^{2}. Quello in azzurro è il piano nodale.

Il legame π (pi greco) è un legame chimico covalente formato per sovrapposizione laterale di due orbitali di opportuna simmetria. Il legame risultante si estende al di sopra e al di sotto del piano in cui giace il legame σ che congiunge i due stessi nuclei, caratterizzato da simmetria cilindrica, e presenta quindi massima densità elettronica nello spazio situato sopra e sotto il piano dei due nuclei in questione. Per questo motivo spesso si usa il termine nuvola π per descrivere tale legame. Fra i due si estende un piano nodale.

## Descrizione
Comunemente i legami π sono formati da orbitali p (py, pz). Nell'ambito della chimica organica questi legami conferiscono una particolare reattività ad alcuni composti detti insaturi (ad esempio alcheni e alchini): caratteristiche sono l'addizione elettrofila e la saturazione del legame per idrogenazione. Degna di nota è anche la possibilità di dare origine a composti organometallici di diversa apticità. Nei composti aromatici la nuvola π è fondamentale per la delocalizzazione elettronica. Anche gli orbitali d e quelli f possono formare legami π, il cui studio e le cui proprietà interessano l'ambito della chimica inorganica.
I legami π, essendo frutto di una sovrapposizione parziale, sono di minore intensità rispetto ai legami σ: a titolo di esempio, per la molecola dell'etene l'energia del legame σ carbonio-carbonio vale 95 kcal/mole, mentre per l'analogo legame π si ha un valore di energia pari a 68 kcal/mole. Da questi dati si evince anche la maggiore reattività di composti che contengono legami π, richiedendo tale legame minore energia per operarne la scissione.
Sebbene il legame π sia più debole di un legame σ, esso contribuisce nel complesso a rendere più intenso il legame tra due nuclei. Ciò si può notare comparando le lunghezze sperimentali del legame carbonio-carbonio in analoghi composti C2: per l'etano (un solo legame σ) tale valore è di 154 pm, per l'etene (un legame σ e uno π) 133 pm e per l'etino (un legame σ e due legami π) 120 pm.
Un fatto degno di nota consiste nella rigidità del legame π, che non permette la libera rotazione, generando possibile isomeria geometrica. Altre caratteristiche sono la maggiore polarizzabilità e la maggiore facilità con cui gli elettroni π possono essere promossi in un orbitale antilegante.